# 동의고등학교
동의고등학교(東義高等學校)는 대한민국 부산광역시 부산진구 전포동에 있는 사립 고등학교이다.

## 학교 연혁
- 1966년 11월 17일 : 동의공업고등학교 인가(12학급)
- 1967년 3월 7일 : 제1회 입학식
- 1967년 3월 14일 : 학급 증설 인가(24학급)
- 1967년 3월 21일 : 초대 조윤제 교장 취임
- 1970년 1월 15일 : 제1회 졸업식(461명)
- 1978년 10월 25일 : 학급 증설 인가(63학급)
- 2001년 2월 12일 : 본교 교지 영구(靈龜) 창간
- 2007년 6월 22일 : 산업자원부의 특성화 학교로 지정(조선 기술인력 양성)
- 2009년 8월 26일 : 부산광역시교육청 조선특성화학교 지정 학칙변경 인가(총 31학급) 기계조선과 8학급, 전산응용기계과 5학급, 전기조선과 3학급, 전기제어과 6학급, 건축토목과 3학급, 건설정보과 2학급, 건축디자인과 4학급
- 2009년 8월 28일 : 조선특성화 고등학교 지정(부산시 교육청 30학급)
- 2011년 3월 1일 : 학칙변경 인가(31학급에서 30학급으로 변경) (기계조선과 12학급, 전기조선과 9학급, 건축‧토목과 9학급)
- 2024년 1월 5일 : 제55회 졸업식 112명, 총 졸업생 수 34,126명
- 2024년 1월 5일 : 제5대 이사장 김인도 박사 취임
- 2024년 3월 1일 : 교명 변경(동의공업고등학교→ 동의고등학교) 및 남녀공학 전환(신입생)
- 2024년 3월 4일 : 제58회 입학식 145명
- 2024년 9월 2일 : 제12대 김동수 교장 취임

## 설치 학과
- 반도체팩토리과
- 전기과
- 도시공간디자인과

## 참고 자료
- 동의고등학교 - 한국교육학술정보원 학교알리미